# Amerikanische Schwertmuschel

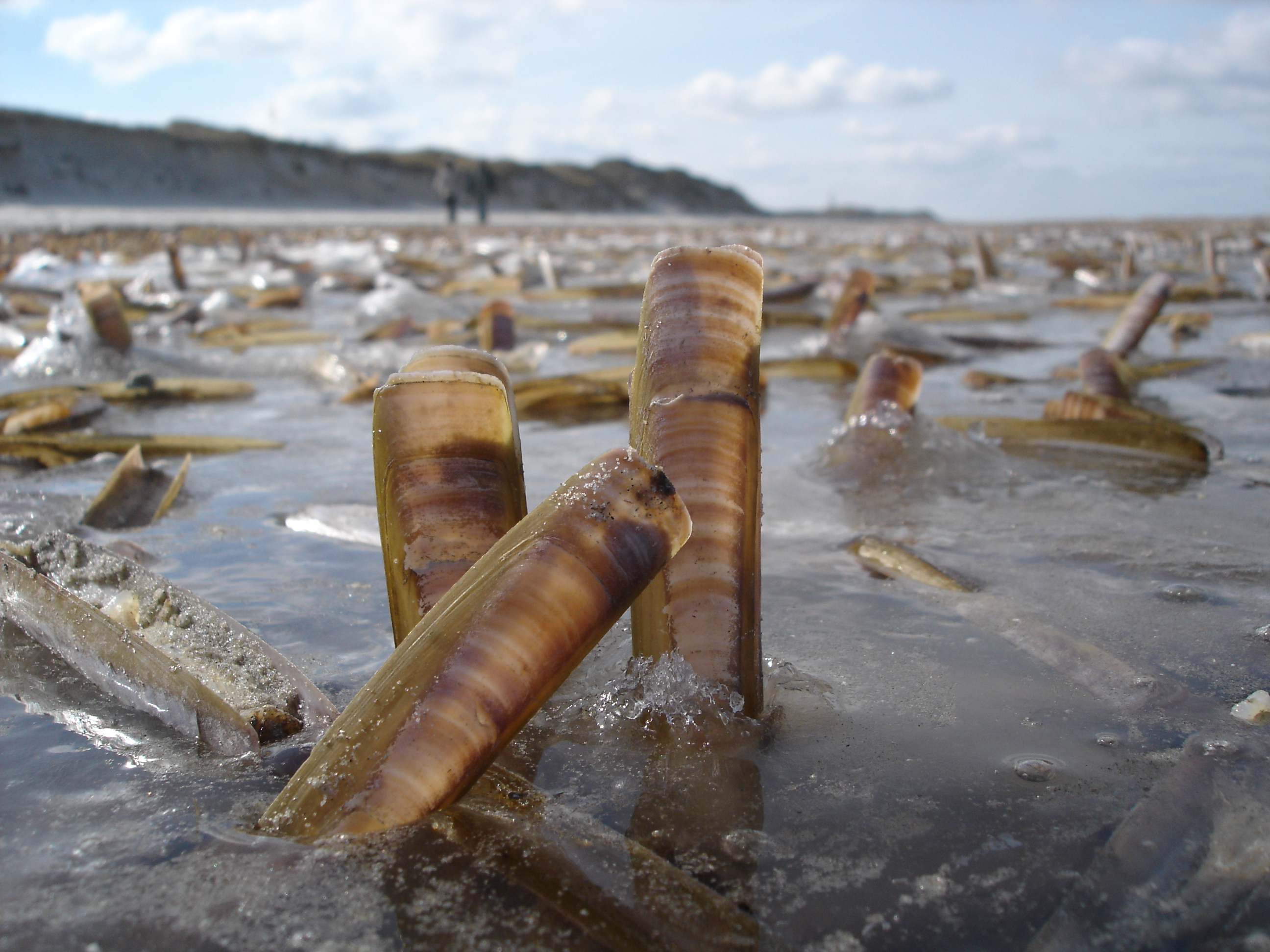
Schwertmuscheln graben sich bevorzugt senkrecht in den Sand ein, um vor Fressfeinden (v. a. Möwen) sicher zu sein.

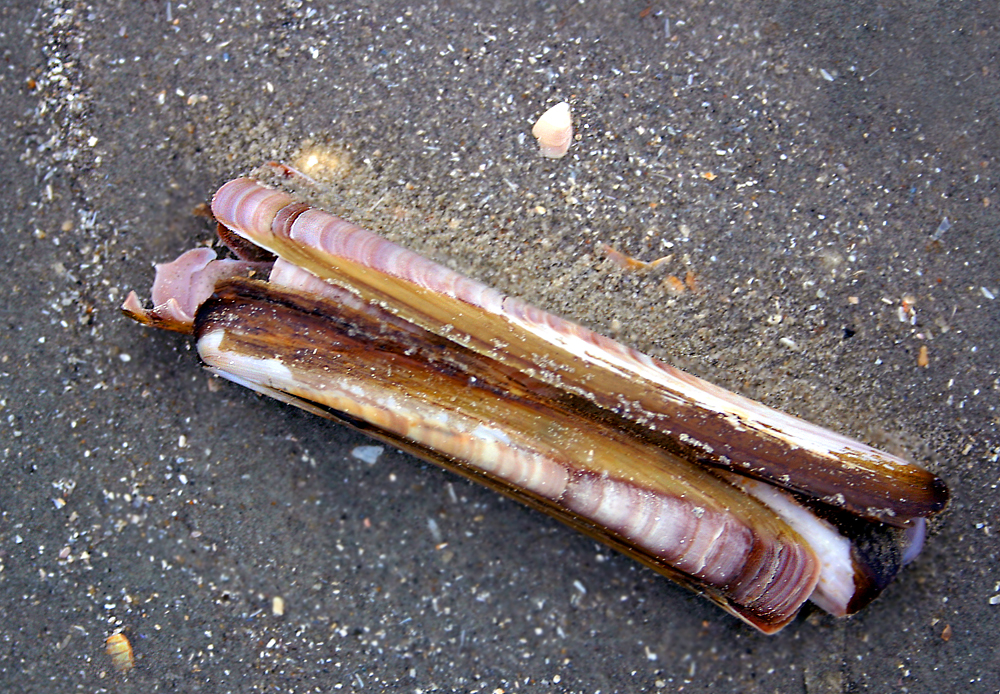
Leere (tote) Muschelschalen am Strand

Die Amerikanische Schwertmuschel (Ensis directus), auch Amerikanische Scheidenmuschel oder Gerade Scheidenmuschel genannt, ist eine aus den Vereinigten Staaten (Ostküste) stammende Muschelart, die sich – seit 1976 durch Schiffe eingeschleppt, an der südlichen Nordseeküste Europas verbreitet hat. Sie wird häufig auch unspezifisch als Schwertmuschel bezeichnet. Dieser Name findet aber auch für die Schwertförmige Scheidenmuschel Verwendung.

## Merkmale
Die Amerikanische Schwertmuschel besitzt ein sehr langes, schmales, gleichklappiges Gehäuse, dessen Ober- und Unterrand fast parallel verlaufen. Sie werden in der Nordsee bis 17 cm lang, in Nordamerika bis 25 cm. Sie wird bis 2,5 cm hoch. Der Quotient Gehäuselänge zu Gehäusehöhe beträgt 5 bis 7. Vorder- und Hinterende sind flach gerundet. Es ist stark ungleichseitig, der Wirbel liegt nahe dem Vorderende, ist aber wenig deutlich ausgebildet. Vorder- und Hinterende können nicht ganz geschlossen werden, sie klaffen ständig. Am Vorderende tritt der muskulöse Fuß heraus, am Hinterende die verhältnismäßig kurzen Siphonen. Das Ligament liegt außen als ein langes, schmales braunes bis schwarzes Band hinter den Wirbeln. Das Schloss weist in der rechten Klappe einen länglichen Kardinalzahn und einen horizontalen, länglichen Lateralzahn auf. In der linken Klappe sitzen zwei Kardinalzähne und zwei hintere, übereinander stehende, längliche Kardinalzähne. Die Mantelbucht ist s-förmig. Es sind zwei Schließmuskeln vorhanden. Der vordere Schließmuskel ist länglich, der hintere klein.
Die Schale ist vergleichsweise dünn und spröde. Die Außenseite des Gehäuses ist bis auf Anwachslinien und Wachstumsunterbrechungen (gröbere Linien) glatt. Farblich ist das Gehäuse diagonal vom Wirbel (vorne) zum Unterrand des Hinterendes unterteilt. Das obere Diagonalfeld ist relativ einheitlich rötlich bis grau, das untere Diagonalfeld bräunlich. Das Periostracum ist grünlich bis dunkelbraun. Innen ist die Schale weißlich mit cremefarbenen Flecken. Der Gehäuseinnenrand ist glatt.

## Ähnliche Arten
Die im Nordatlantik vorkommenden Ensis-Arten sind alle recht ähnlich. Sie unterscheiden sich etwas im Längen-/Höhen-Quotienten und in der Färbung des Gehäuses sowie bei internen Merkmalen.

## Geographische Verbreitung, Lebensraum und Lebensweise
Die Art kommt in ihrem ursprünglichen Verbreitungsgebiet an der Westküste des Atlantiks von Labrador bis South Carolina, möglicherweise bis Florida vor. 1979 wurden Jungtiere erstmals in der Deutschen Bucht in der Nähe des Feuerschiffes „Elbe I“ nachgewiesen. Vermutlich wurden Larven mit Ballastwasser von Schiffen in die Deutsche Bucht verschleppt. Sie kommt heute schon massenhaft an der südlichen Nordseeküste von Südnorwegen bis an die englische und französische Kanalküste vor. Auch in die westliche Ostsee ist sie schon vorgedrungen.
Bevorzugt werden Sand- und Schlickböden besiedelt, wo die Muscheln senkrecht mit dem Hinterende nach oben in tiefen Röhren leben. Normalerweise befinden sie sich dicht unter der Oberfläche und filtrieren dort das Wasser nach Nahrung, sie können sich jedoch bei Gefahr mit Hilfe ihres Fußes sehr schnell in die Tiefe ihrer Röhren zurückziehen. Sie kommen zwischen 3 und 18 m, seltener auch in über 20 m Wassertiefe vor. In Gegenden mit dichter Besiedlung können über 400 Exemplare auf einem Quadratmeter leben. Die Tiere wachsen relativ rasch und sind bereits nach ca. 1 Jahr geschlechtsreif. Sie können bis 5 Jahre alt werden. Die Vermehrung erfolgt über planktonische Veliger-Larven.
Trotz der sehr hohen Individuendichte und raschen Vermehrung im deutschen Wattenmeer ist bisher keine relevante interspezifische Konkurrenz bekannt geworden. Die einheimischen Ensis-Arten siedeln im tieferen Sediment.

## Taxonomie
Die Amerikanische Schwertmuschel wird in der Literatur wechselweise als Ensis directus (Conrad, 1843) oder als Ensis americanus (Gould, 1870) bezeichnet. Der erstere Name hat Priorität. Timothy Abbott Conrad publizierte ihn 1843 als Solen directus im ersten Band der Proceedings of the Academy of Natural Sciences of Philadelphia. Die Art wird heute allgemein anerkannt zur Gattung Ensis Schumacher, 1817 gestellt.

## Belege

### Online
- Marine Bivalve Shells of the British Isles: Ensis directus (Conrad, 1843) (Website des National Museum Wales, Department of Natural Sciences, Cardiff)
- Marine Species Identification Portal: Ensis directus (Conrad, 1843)

## Anmerkung
1. ↑  Die Benennung der waagrechten Zähne ist in der Literatur nicht einheitlich. Sie werden in manchen Publikationen als Haupt-/Kardinalzähne bezeichnet, in anderen Arbeiten als Seiten-/Lateralzähne.